# Estación de Bollène-la-Croisière
La estación de Bollène-la-Croisière es una estación ferroviaria francesa de la línea París - Marsella, situada en la comuna de Bollène, en el departamento de Vaucluse, en la región de Ródano-Alpes. Por ella transitan únicamente trenes regionales. 

## Historia
Fue inaugurada por la Compañía del Ferrocarril de Lyon al Mediterráneo el 29 de junio de 1854 con la puesta en marcha del tramo Valence-Aviñón.

## Situación ferroviaria
La estación se encuentra en la línea férrea París-Marsella (PK 694,357). 

## Descripción
La estación se compone de dos andenes laterales y de uno central al que acceden cuatro vías. 

## Servicios ferroviarios

### Regionales
Los TER Ródano Alpes recorre el siguiente trazado:
- Línea Lyon - Aviñón.